# 升
升（しょう）とは、尺貫法における体積（容積）の基準となる単位である。10合（ごう）が1升、10升が1斗（と）となる。その量は時代や国、地域により異なる。
日本では、メートル法採用後の1891年（明治24年）に、新京枡の体積である、64827（ムシヤフナ、虫や鮒）立方分を立方メートル(立米、m3)に換算して1升を 2401/1 331 000 立方メートルと定めた（後述）。これは、約 1.803 906 837 リットル (L) に当たる。
中華人民共和国では、1 升 ＝ 1 リットルと定義し、また、SI単位としてのリットルにも「升」の字を宛てている。一応区別のために、前者を市升、後者を公升と称するが、同じ値であることから単に升と呼ばれることが多い（市制も参照）。
升は元々は両手で掬った量に由来する身体尺であった。当時の升は 200 ミリリットル程度、現在の升の10分の1程度であった。それが時代とともに大きくなっていき、現在は元々の量の10倍程度になっている。
「升」という文字は柄杓の中に物を入れた形をかたどった象形文字で、量を量る「ます」、およびそれによって量られる容積の単位を意味する語を表記した（これとは別に、仮借により「のぼる」を意味する語の表記にも用いられる）。日本では後に容器の方は「升」に木篇をつけて「枡」と書き分けるようになったが、実際にはあまり区別されていなかったようである。上述のように、1升という量があってそれを量る枡が作られたのではなく、先に物を量る枡が定められ、その量が「升」と定められた。

## 歴史

### 中国
新の嘉量の測定により、当時の 1 升は約 200 cm3 であったと推定されている。隋・唐になると旧来とほぼ同じ 200 cm3 程度の小升と、その3倍の大升が定義された。唐以降は小量升は使われなくなった。
唐以降も1升あたりの体積は増大し、明・清には1Lあまりになっていた。1929年に制定された市制では、1升は正確に1Lに等しいと定義され、この値が現在も使われている。

### 日本
日本において「升」という単位は大宝律令にまず見られる。日本では、当時の唐の升を導入し、大升を約0.71リットル（新京升の約 0.4 倍）、その3分の1の小升を約 0.24 リットル（同 0.1 倍）としたとの説がある。
以上を含め奈良時代の升量については、江戸時代の学者によるものをはじめ各種の説があるが、いずれも律や令の記述と中国の度量衡制度からの推定に過ぎなかった。しかし、澤田吾一は、奈良時代の穀倉の大きさから割り出し、当時の1石として2,800立方寸を得た。当時使われていた尺度から現在の升量に換算すると、当時の1升は現升の0.4升に当たる（澤田吾一『奈良朝時代民政経済の数的研究』、復刻柏書房）。現在、最も信憑性の高いと信じられている升量である。
律令制の崩壊につれ、各国、後に各地の荘園で勝手な升が使われるようになった。後三条天皇は荘園整理を断行し、その一環として1072年、後に延久宣旨枡（せんじます）と呼ばれる公定の升を定めた。この量についてもよく分かっていない。文献的には現升の 0.6270（『伊呂波字類抄』）、0.8223（『東盛義所領注文案裏書』）、0.4932（『潤背』）とする記録が残されている（寶月圭吾『中世量制史の研究』、昭和36年、吉川弘文館）。寶月はこのうち『伊呂波字類抄』による 0.6270 を最も信憑性の高い数値としている。縦横4寸、深さ2寸（32立方寸）の枡で、0.81 リットル、新京枡の 0.45 倍の容積とするのは、鎌倉末期に成立した『潤背』によるものであり、これは本文で「寛治宣旨」となっており、延久年間に宣旨升が出されたことに明らかに反しており、信用できないとする。ただ、古制を復古したはずだとする説によってこれを採用する研究者もいる（小泉袈裟勝『図解単位の歴史辞典』、柏書房）。ただ、寶月による 0.6270 も尺度を中世に普遍的に使われた曲尺として計算しているが、『伊呂波字類抄』は遅くとも平安末期には成立していたので、律令尺は、曲尺の0.97に当たるので現升の 0.5722 升に当たるものと推定される。平安時代末期から鎌倉時代末期ごろまで、京都から関東、九州まで宣旨升による文献が見いだされているが、どの程度普及したかは明かではない。
南北朝時代以降は宣旨枡の検定がほとんど行われなくなり、各地でその地域だけで通用する升が作られた。しかし、商業の活発化は、自ずと市場で共通する升を生み出すこととなった。これが見世升とか町枡といわれる商業升であり、これは新京升よりやや小さく、古京升に近い量をもっていたと考えられる（寶月圭吾『前掲書』）。奈良においては､興福寺が標準となる升を公定していたため、新京枡の0.8程度の升が市場で使われていた（『多聞院日記』）。これは、奈良における状況を示したものであり、これを京都もしくは全国にまで広げるのは誤りである。
織田信長から豊臣秀吉へという全国統一の流れの中で、納める年貢の量に直結する「升」を量るための枡を全国共通のものにする必要が生じた。織田信長は、当時使われていた十合升を公定して標準的取引升とした。元亀二年に「判枡」（発行者の花押を書いた枡）を利用する記述が初めて現れ、これ以降「十合枡」の記述が急減していくことから信長による升の公定が裏付けられる。天正14年10月、豊臣秀吉の代官中坊源五は、旧来奈良で使われていた升の使用を一切禁止し、新たな升の使用を義務づけた。この新たな枡は、京都を中心に使われていた升であったことから京枡（きょうます）と呼ばれた。後の新京枡と区別するために古京枡ともいう。古京枡は縦横5寸、深さ2寸5分で、62.5 立方寸、容積は 1.74 リットル、新京升の 0.964 倍であった。
1669年、江戸幕府は、江戸を中心に使われていた江戸枡（古京枡と同じ量）を廃止し、古京枡より少し大きい新京升の採用を命じた。新京升は縦横4寸9分、深さ2寸7分、約 1.8039 リットルであった。一説には、縦横が1分減り、深さが2分増えたのだから体積は変わらないと思わせて、実は体積が約 3.7 % 増えているという策略であるとも言われる。江戸幕府は江戸と京都に「枡座」を置いて枡の大きさを厳密に統制したので、江戸時代の約300年間大きさの統一が保たれた。
新京升による1升は縦横49分、深さ27分であるので、49分×49分×27分 = 74 × 33 立方分 = 64827 立方分となる。この数字は「武者鮒」「虫や鮒」と語呂合わせで覚えられていた。

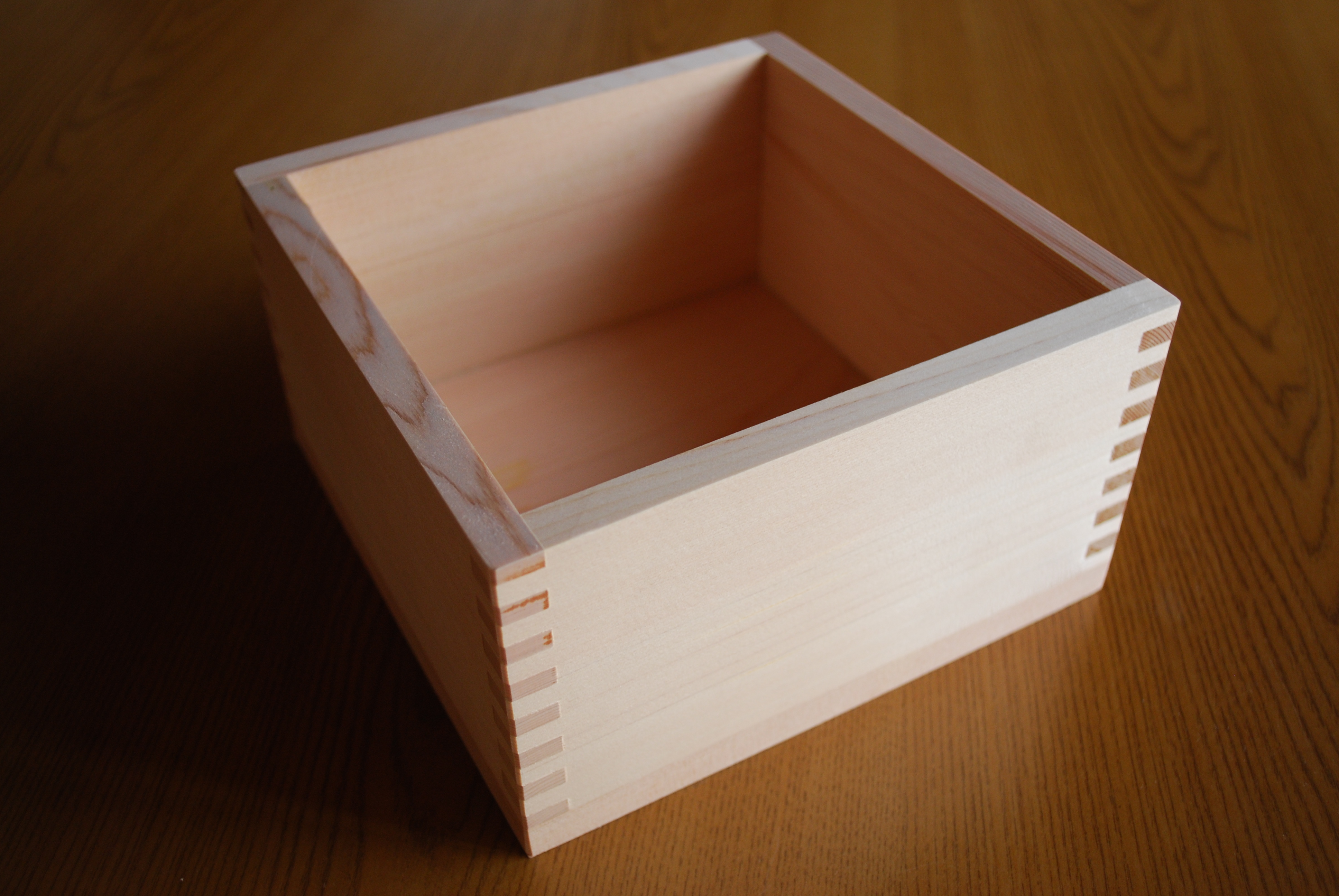
一升枡・新京升（約 148.485 mm × 約 148.485 mm × 約 81.818 mm）

## メートル法による定義
1875年（明治8年）、明治政府は新京升の体積を公定の升の体積と定めた。メートル条約批准後に制定された度量衡法で、メートル法に基づいて1尺は 10/33 メートルと定められ、分は尺の 100 分の 1 であるので、
1 分 = 10/33 × 1/100 m = 1/11 × 3 × 10 m = 約3.0303 mm
新京升の体積は、前項のとおり、74 × 33 (= 64827) 立方分であるので、
1 升 = 74 × 33 × 1/113 × 33 × 103 m3 = 74/113 × 103 m3
 = 2 401/1 331 000 m3 = 2 401/1 331 L
 = 約 0.001 803 906 837 m3 = 約 1.803 906 837 L
となった。
1959年、計量法の施行により升の単位を取引・証明に使用することは禁止されたので、升は使用されなくなった。ただし、今日でも日本酒などの一部の酒類は 1.8 リットル（1800 mL であり、1升の1804 mLではない。）単位で取り引きされている。1.8 リットル（誤差が許容されており、1800 mL±15 mL）の液体が入る瓶は計量法上の呼称は「1.8リットル丸正びん」であるが、俗称としては依然として「一升瓶」と呼ばれている。
一方で米の取引はキロが主体となったが、白米 1 合が 約150 g であるので、米一升は 約1.5 kgである。米 1 kg は約 6.6 合強、スーパーなどでよく売られている 5 kg 詰めの米袋の体積は、約3.3 升である。

## 升と文化
上記のとおり、「升」は「ます」と訓ずる。また、「二升五合」を「升＋升＋半升」と解し、「ますますはんじょう（益々繁盛）」と判じ読みを行う。しばしば、湯飲みなどに「春夏 二升五合 冬」と書いて、「商い（秋無い）益々繁盛」の縁起物とされる。また、1斗は5升の倍であるから、「一斗二升五合」を「五升倍 升升 半升」と解して「御商売 益々 繁盛」と洒落として読むこともある。

### 1升の米粒数
1升に入る米粒の数は、伝統的に64827（ムシヤフナ、虫や鮒）粒とされてきた。これは、新京枡の容量である64827立方分と同じである。実際は、品種、米の搗き具合（玄米、白米など）、水分量などにより変化し、玄米の場合、55000～60000である。小学校4年生グループによる玄米による実測の結果、64892粒／升を得たとの報告がある。

## 引用
1. ↑  張世超; 孫凌安; 金国泰; 馬如森 (1996), 金文形義通解, 京都: 中文出版社, pp. 3312–3313, ISBN 7-300-01759-2
2. ↑  林志強等 (2017), 《文源》評注, 北京: 中国社会科学出版社, p. 62, ISBN 978-7-5203-0419-1
3. ↑  度量衡法、明治二十四年（1891年）三月二十四日法律第三號、第三條 量、升の項に、「六萬四千八百二十七立方分」とある。
4. ↑  度量衡法、明治二十四年（1891年）三月二十四日法律第三號、第二條、「長サ三十三分ノ十ヲ尺トシ」
5. ↑  度量衡法、明治二十四年（1891年）三月二十四日法律第三號、第三條の度、分の項に、「尺ノ百分ノ一」とある。
6. ↑  計量法施行法（1951年6月7日法律第208号 廃止:1993年11月1日）第4条第4号による定義
7. ↑  お米1合は何粒くらい？ お米一合は何g？何cc？何kcal？ 「米一合」を徹底解説、TIGER、2019年11月19日
8. ↑  青野修, 「虫や鮒と一升箱(談話室)」『物理教育』 1999年 47巻 6号 p.431-, 日本物理教育学会, doi:10.20653/pesj.47.6_431, NAID 110007490836。無
9. ↑  小泉袈裟勝、枡 - ものと人間の文化史36、p.137、法政大学出版局、1980年3月1日、ISBN 4-588-20361-4
10. ↑  対数正規分布から各種平均粒子径を求める（ 極秘ノート公開の案内、三輪茂雄）